# E951号線
E951号線 (E951ごうせん、英: European route E951) は、欧州自動車道路のBクラス幹線道路。全線がギリシャにあり、ヨアニナとメソロンギを結ぶ。

## 経路
- ギリシャ
  - E90号線,E92号線,E853号線 – ヨアニナ
  - E90号線 – アルタ
  - E55号線,E952号線 – アグリニオ
  - E55号線 – メソロンギ